# Dorothea Zeemann
Dorothea Zeemann (* 20. April 1909 in Wien; † 11. Dezember 1993 in Wien) war eine österreichische Schriftstellerin.

## Leben
Dorothea Zeemann stammte aus ärmlichen Verhältnissen und absolvierte eine Ausbildung zur Krankenschwester. Durch den engen Freund Egon Friedell ermutigt, begann sie Anfang der 1930er Jahre ihre literarische Karriere; ihr erstes Werk wurde aber erst zehn Jahre später veröffentlicht. Von 1929 bis zu dessen Tod war sie mit dem akademischen Maler Rudolf Holzinger (1898–1949) verheiratet. Nach 1945 arbeitete sie als freiberufliche Publizistin und Kritikerin. 1955 lernte sie den Schriftsteller Heimito von Doderer kennen und hatte über längere Zeit eine Liebesbeziehung mit ihm. Zeemann war in der Wiener Volksbildung und von 1970 bis 1972 als Generalsekretärin des Österreichischen P.E.N. Clubs tätig. Ihr literarischer Durchbruch kam erst 1979 mit ihren zwei autobiographischen Romanen. Ihr Spätwerk befasst sich mit dem Thema der weiblichen Sexualität im Alter. In ihren letzten Lebensmonaten war sie mit dem Elektrotechniker Slaheddine Samaali verheiratet.

## Werke
- Signal aus den Bergen. Eine Erzählung von Bergen, wackeren Jungen und Mädchen. Jugendbuch, veröffentlicht unter dem Namen Dora Holzinger. Walter Flechsig, Dresden 1941.
- Ottilie. Ein Schicksal um Goethe. Roman. Pallas, Salzburg 1949.
- Das Rapportbuch. Roman. Biederstein, München 1959, ISBN 3-518-39478-9 und Edition Atelier, Wien 2014, ISBN 978-3-902498-90-8.
- Einübung in Katastrophen. Leben von 1913 bis 1945. Erinnerungen. Suhrkamp Taschenbuch, Frankfurt/Main 1979, ISBN 3-518-37065-0.
- Jungfrau und Reptil. Leben zwischen 1945 und 1972. Erinnerungen. Suhrkamp Taschenbuch, Frankfurt/Main 1982, ISBN 3-518-37276-9. Als Auszug daraus: Jungfrau und Reptil. Leben zwischen 1955 und 1966. Rimbaud, Aachen 2013, ISBN 3-890-86449-X.
- Eine unsympathische Frau. Erzählungen. Suhrkamp Taschenbuch, Frankfurt/Main 1983, ISBN 3-518-04522-9.
- Das heimliche Fest. Roman. Suhrkamp Taschenbuch, Frankfurt/Main 1986, ISBN 3-518-37785-X.
- Eine Liebhaberin. Roman. Eichborn, Frankfurt/Main 1989, ISBN 3-821-80186-7.
- Reise mit Ernst. Roman. Edition Falter im ÖBV, Wien 1991, ISBN 3-854-63107-3.
- Uriel. Kriminalroman, postum erschienen. Der Apfel, Wien 2010, ISBN 3-854-50009-2.